# ای‌آرای آلفرز سوبرال (ای-۹)
ای‌آرای آلفرز سوبرال ( ای-۹) (به انگلیسی: ARA Alferez Sobral (A-9)) یک کشتی است که طول آن ۱۴۳ فوت (۴۴ متر) می‌باشد. این کشتی در سال ۱۹۴۴ ساخته شد.